# Le Temps des rêves
Cet article possède un paronyme, voir Temps du rêve.
Pour plus de détails, voir Fiche technique et Distribution.
Le Temps des rêves (Als wir träumten) est un film dramatique allemand réalisé par Andreas Dresen, sorti en 2015.

## Synopsis
À Leipzig, la vie de jeunes Allemands peu après la chute du mur de Berlin. 

## Fiche technique
- Titre original : Als wir träumten
- Titre français : Le Temps des rêves
- Titre québécois :
- Réalisation : Andreas Dresen
- Scénario : Wolfgang Kohlhaase
- Direction artistique : Susanne Hopf
- Décors : Michael Randel
- Costumes : Sabine Greuning
- Montage :
- Musique :
- Photographie : Michael Hammon
- Son :
- Production :
- Sociétés de production : ARD, Arte, Bayerischer Rundfunk, Les Films du Losange, Mitteldeutscher Rundfunk, Rommel Film et Rundfunk Berlin-Brandenburg [1]
- Sociétés de distribution :  : Les Films du Losange /  : Pandora Film
- Budget :
- Pays d’origine :  Allemagne
- Langue originale : Allemand
- Format : couleur - 2,35:1 - son Dolby numérique
- Genre : Film dramatique
- Durée :
- Dates de sortie :
- Allemagne : 2015 (Berlinale 2015[2])
- France : 3 février 2016

## Distribution
- Ruby O. Fee : Sternchen
- Joel Basman : Mark
- Pit Bukowski : Fred
- Merlin Rose : Dani
- Gerdy Zint : Kehlmann
- Peter Schneider : Trinker Thilo
- Dorothea Walda : Kohlenoma
- Julius Nitschkoff : Rico
- Ramona Kunze-Libnow : Frau im Jugendgericht
- Henning Peker : Marks Vater
- Marie Luise Stahl : Mädchen Nachhilfe
- Anja Schneider : Frau Dachboden
- Chiron Elias Krase : Dani (13 ans)
- Lynn Femme : Lottofee
- Leni Wesselman : Krankenschwester
- Clemens Meyer : Polizist
- Luna Rösner : Katja (13 ans)
- Melanie Straub : Mutter von Dani
- Frederic Haselon : Paul
- David Berton : DJ Frog
- Evi Rejeki : Vietnamesische Stripperin
- Ronald Kukulies : Schuldirektor Singer
- Regine Seidler : Frau Seidel
- Thomas Brandt : Glatze / Leopard
- Joachim Nimtz : Boxtrainer
- Franziska Ponitz : Frau Schäfer
- Detlev Sadrinna : Goldie
- Karola Piontke : Geschlagene Frau
- Marcel Heupermann : Pitbull
- Katrin Kaspar : Marks Schwester
- Felix Maria Zappenfeld : Werner (Punk)
- Hannelore Schubert : Ricos Oma
- Henry Spieler : Riese im Puff
- Hans-Jürgen Günther : Ansager Stripteaselokal
- Maximilian Birkner : Eismann
- René Giesinger : Ralf
- Nico Ramon Kleemann : Mark (13 ans)
- Henning Tadäus Beeck : Paul (13 ans)
- Andreas Keller : Oberst
- Kilian Enzweiler : Pitbull (13 ans)
- Rico Nelke : Sportlehrer DDR
- Andreas Brinsa : Schlagender Ehemann
- Tom von Heymann : Rico (13 ans)
- Wolfgang Haring : Kutte (Boxer)
- Roman Weltzien : Pionierleiter
- Jimmy Dung Ta Quang : Zigaretten-Vietnamese
- Stefan Dittrich : Zuhälter bei Goldie
- Jörg Westphal : Pibulls Vater
- Heiko Hedler : Schließer Knast
- Jan Bülow : Zellenpartner von Dani
- Wolf Gerlach : Barmann

## Nominations
- En sélection au Festival des Busters 2017